# 大嶺峒
大嶺峒（英語：Tai Leng Tung），是香港的一座山峰，位於新界東南部西貢區清水灣半島上，釣魚翁以東，為清水灣郊野公園的一部分，海拔為291米，地質為火山岩，東北面海域是綠蛋島（正名稱爛排）。